# Alecu Russo
Alecu Russo, właśc. Alexandru Rusu (ur. 17 marca 1819, zm. 5 lutego 1859) – mołdawski i rumuński pisarz oraz polityk.

## Życie
Alexandru Russo pochodził ze starej, zamożnej rodziny mołdawskich bojarów. Nazwisko rodowe występuje w dokumentach w dwóch różnych postaciach Rusul oraz Rusu. Ojciec pisarza nosił nazwisko Iancu Rusu. Z bliżej nieznanych powodów Alexandru postanowił zmienić nazwisko na „Russo”.
Alecu Russo Dzieciństwo spędził w rodzimej Besarabii, należącej wówczas do Rosji. Nauki pobierał w Szwajcarii, w Instytucie François Navilla działającym nieopodal Genewy (1829–1835) oraz w Wiedniu (1835–1836). Podczas ośmioletnich studiów zagranicą nauczył się biegle mówić po francusku i niemiecku. Po powrocie do Mołdawii został działaczem rumuńskiego ruchu narodowego, brał udział w Wiośnie Ludów w 1848 r. Współpracował m.in. z Mihailem Kogălniceanem, Vasilem Alecsandrim i Constantinem Negruzzim. Po klęsce rewolucjonistów przebywał na emigracji w Paryżu. Po ogłoszeniu amnestii w 1851 r. wrócił z Francji i zamieszkał w Jassach. Był zwolennikiem planu zjednoczenia Mołdawii z Wołoszczyzną.
Pochowany w cerkwi Bărboi w Jassach.

## Twórczość
Twórczość literacka Alecu Russa była za jego życia prawie w ogóle nieznana. Alecu Russa „odkrył” popularny w „Zjednoczonych Księstwach” pisarz Vasile Alecsandri. W 1855 Russo wydał swoje Wspomnienia (rum. Amintiri). Tomik ten zawiera ewokacje z dzieciństwa oraz z Mołdawii z lat jego młodości. Russo we swych wspomnieniach łączy realistyczne opisy niektórych wydarzeń i kraju z romantyczną atmosferą całego dzieła. Również w 1855 r. ukazał się wybór artykułów pt. Uwagi (rum. Cugetări), w którym znajdują się artykuły dotyczące zagadnień z zakresu filologii i folkloru. W artykułach Poezja ludowa (rum. Poezia popolară, 1846) i w Studiach mołdawskich (rum. Studie moldovană, 1851–1852) przejawia się zamiłowanie Russa do słownictwa ludowego. Dziełem, które przyniosło Russowi w Rumunii sławę, była napisana po francusku Pieśń o Rumunii (1850). Dzieło to zostało wydane po raz pierwszy w rumuńskim przekładzie Nicolae Bălcesca, pt. Cântirea României w czasopiśmie „România viitoare”, potem także w przekładzie samego Russa w czasopiśmie „România literara” w 1855 r. Przy pisaniu Pieśni o Rumunii Russo niewątpliwie inspirował się twórczością N. Bălcesca, wszak budowa i język dzieła jest wielce oryginalna. Utwór Poezja w prozie jest zbudowany z 65 strof. Rumunia jest przedstawiona w Pieśni za pomocą alegorii, bardzo pięknej ale cierpiącej kobiety.

## Dzieła
- 1846 – Poezia poporală
- 1850 – Cântirea României
- 1851-1852 – Studie moldovană
- 1855 – Amintiri
- 1855 – Cugetări